# سیارک ۱۳۷۰۵
سیارک ۱۳۷۰۵ (به انگلیسی: 13705 Llapasset، نامگذاری:1998QJ2) سیزده هزار و هفتصد و پنجمین سیارک کشف شده‌است که در ۱۹ اوت ۱۹۹۸ کشف شد.
قدر مطلق سیارک برابر ۱۴٫۳۰ است.